# John Caister Bennett
John Caister Bennett, chiamato comunemente Jack Bennett (Estcourt, 6 aprile 1914 – Pretoria, 30 maggio 1990), è stato un astronomo amatoriale sudafricano.

## Biografia
Di professione fu un dipendente statale, attività che esercitò dal 1934 al 1974, con un'interruzione per il servizio militare prestato durante la seconda guerra mondiale che lo portò in Egitto e in Italia.
Bennett si interessò di astronomia già dall'infanzia grazie a sua madre. Da adulto, la sua passione spaziò in molti campi, concentrandosi principalmente sull'osservazione delle comete e delle meteore. Svolse le sue osservazioni da Pretoria, dove si era trasferito nel 1934.
Nel marzo del 1965 e nel febbraio dell'anno seguente individuò due oggetti dall'aspetto cometario. Tuttavia non riuscì a seguirli e, se di comete si trattò, non gliene fu riconosciuta la paternità della scoperta. Dal 1968 (e fino al 1985), iniziò a dirigere la sezione di osservazione delle comete e delle meteore dell'Astronomical Society of South Africa. Il 28 dicembre 1969 scoprì la cometa non periodica C/1969 Y1 (Bennett) che sarebbe divenuta la grande cometa del 1970. Sarebbe stato coronato dal successo della scoperta di una nuova cometa ancora una volta, il 13 novembre 1974, quando individuò la cometa non periodica C/1974 V2 (Bennett). Inoltre, fu uno scopritore indipendente delle comete C/1964 P1 (Everhart) e C/1966 T1 (Rudnicki). È stato durante vari anni membro della Commissione 20 dell'Unione Astronomica Internazionale, che si occupa di comete.
Il 16 luglio 1968 ha scoperto una supernova, 1968L in M83, divenendo il primo astrofilo a realizzare una simile scoperta e anche il primo essere umano a scoprire una supernova visualmente con un telescopio. Nel descrivere la scoperta, Bennet dichiarò che era rimasto incuriosito dall'oggetto perché la luminosità della stella, circondata dalla nebulosità della galassia, gli avevano dato l'impressione di stare osservando una cometa.
Sue osservazioni su stelle variabili sono state registrate presso l'American Association of Variable Star Observers (AAVSO) sotto la sigla BNJ. Per conto dell'AAVSO ha creato e diretto dal 1975 al 1987 ricerche ed osservazioni amatoriali dal Sudafrica di nove.
Un risultato apparentemente secondario della ricerca di comete condotta da Bennett è stata la compilazione di un catalogo di oggetti di aspetto cometario situati nell'Emisfero celeste australe.
Ha partecipato al Progetto Moonwatch dedicato alla localizzazione dei primi satelliti artificiali.
Bennett è stato membro dell'Astronomical Society of Southern Africa (ASSA) e ne fu il presidente durante il periodo 1968-1970. È stato anche membro della British Astronomical Association dal 1966.
Bennett non si sposò e non ebbe figli. partecipò alle attività della Chiesa metodista di Pretoria, cantando nel coro.

## Riconoscimenti
Nel 1970 gli fu assegnata la Medaglia Gill.
Nel 1971 gli fu assegnata la Medaglia Merlin.
Nel 1976 gli fu consegnato il Nova/Supernova Award.
Nel 1986 l'Università di Witwatersrand gli conferì il Master of Science (Laurea magistrale) ad honorem.
Nel 1989 gli è stato dedicato un asteroide, 4093 Bennett.